# Staurogyne thyrsodes
Staurogyne thyrsodes är en akantusväxtart som beskrevs av Carl Ernst Otto Kuntze. Staurogyne thyrsodes ingår i släktet Staurogyne och familjen akantusväxter. Inga underarter finns listade i Catalogue of Life.